# The Brave One (1956)

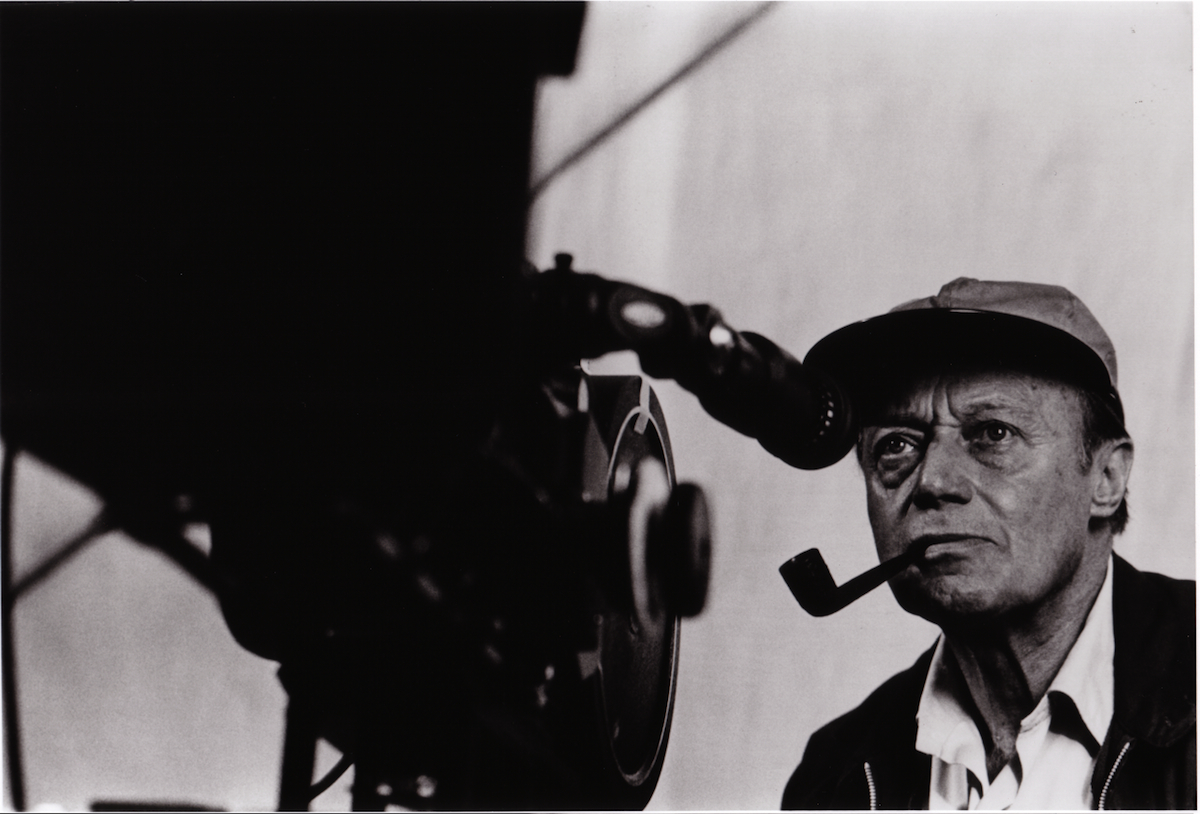
Quando fotografou The Brave One, o inglês Jack Cardiff já havia sido premiado com um Oscar e um Golden Globe por Black Narcissus (1948). Começava aí sua longa coleção de prêmios, alguns deles como o diretor de Sons and Lovers (1960).

The Brave One (Brasil: Arenas Sangrentas / Portugal: O Rapaz e o Touro) é um filme norte-americano de 1956, do gênero drama, dirigido por Irving Rapper e estrelado por Michel Ray e Rodolfo Hoyos Jr.

## A produção
Rodado no México, com elenco daquele país, o filme é direcionado a crianças, ainda que possua vários elementos que podem agradar ao público adulto.
O diretor Irving Rapper é mais conhecido pelas películas que fez com Bette Davis na Warner. Já o jovem protagonista Michel Ray, um inglês cujo pai era brasileiro, chamava-se na realidade Michel Ray de Carvalho. Ele desistiu de atuar no início da década seguinte e tornou-se um dos homens mais ricos do Reino Unido ao casar-se, em 2002, com Charlene Heineken, da cervejaria do mesmo nome.The Brave One é seu segundo trabalho no cinema, de um total de apenas seis.
Jack Cardiff, multipremiado cinegrafista (e também cineasta), encarregou-se da fotografia em CinemaScope e Technicolor, enquanto Victor Young compôs a trilha sonora.
O filme recebeu três indicações ao Oscar, tendo vencido na categoria de Melhor História Original. Quando o nome do vencedor—Robert Rich—foi anunciado, ninguém apareceu. Somente mais tarde descobriu-se que era o pseudônimo de Dalton Trumbo, um dos Dez de Hollywood. O prêmio foi-lhe entregue, finalmente, em 1975.
A propósito, The Brave One foi o último filme premiado nessa categoria, que deixou de existir a partir do ano seguinte. Foi também, a última produção da história da RKO a arrebatar uma estatueta da Academia.

## Sinopse
O garoto Leonardo e o touro Gitano desenvolvem grande amizade. Porém, o dono do animal envia-o para as touradas na Cidade do México. Leonardo consegue que o Presidente assine um "perdão" para Gitano, porém a esta hora ele já está na arena, cara a cara com o matador Fermín Rivera.

## Premiações
| Prêmio       | Categoria                                                    | Situação          |
| ------------ | ------------------------------------------------------------ | ----------------- |
| Oscar        | Melhor História Original Melhor Edição Melhor Mixagem de Som | Vencedor Indicado |
| Golden Globe | Melhor Filme de Promoção do Entendimento Entre os Povos      | Indicado          |

## Elenco
| Ator/Atriz        | Personagem     |
| ----------------- | -------------- |
| Michel Ray        | Leonardo       |
| Rodolfo Hoyos Jr. | Rafael Rosillo |
| Elsa Cárdenas     | Maria          |
| Carlos Navarro    | Don Alejandro  |
| Joi Lansing       | Marion Randall |
| Fermín Rivera     | Fermín Rivera  |
| Jorge Treviño     | Salvador       |
| Carlos Fernández  | Manuel         |